# Edward Morello
Robin Edward Charles Morello est un homme politique britannique qui est député de West Dorset depuis 2024. Membre des Libéraux-démocrates, il remporte le siège face à Chris Loder, membre du Parti conservateur.

## Biographie
Morello fait ses études à la Sir Henry Floyd Grammar School et étudie les relations internationales à l'Université d'Aberystwyth. Il est environnementaliste travaillant dans l’investissement dans les énergies renouvelables.
Il remporte le siège de West Dorset avec une majorité de 7 789 voix. Il est le premier député non conservateur depuis la création de la circonscription en 1885. Morello s'est présenté pour la première fois aux élections législatives de 2019.